# Nishikawa Jun
Nishikawa Jun (sinh ngày 21 tháng 2 năm 2002) là một cầu thủ bóng đá người Nhật Bản.

## Sự nghiệp câu lạc bộ
Nishikawa Jun hiện đang chơi cho Cerezo Osaka.